# كارسون وينتز
كارسون وينتز (مواليد 30 ديسمبر 1992) هو لاعب كرة قدم أمريكية يلعب في نادي إنديانابوليس كولتس في الدوري الوطني لكرة القدم الأمريكية.

## وصلات خارجية
- كارسون وينتز على موقع إي إس بي إن.كوم (أن.أف.أل)3
- كارسون وينتز على موقع مرجع كرة القدم المحترفة.كوم (الإنجليزية)
- كارسون وينتز على موقع كلية كرة القدم في سبورتس رفرنس.كوم (الإنجليزية)